# Kanton Puteaux
Kanton Puteaux is een voormalig kanton van het Franse departement Hauts-de-Seine. Kanton Puteaux maakte deel uit van het arrondissement Nanterre en telde 40.780 inwoners (1999).
Het werd opgeheven bij decreet van 24 februari 2014, met uitwerking in maart 2015.

## Gemeenten
Het kanton Puteaux omvatte enkel de gemeente Puteaux.